# Tongham
Tongham – wieś w Anglii, w hrabstwie Surrey, w dystrykcie Guildford. Leży 52 km na południowy zachód od centrum Londynu. W 2001 miejscowość liczyła 3168 mieszkańców.